# Monochamus sparsutus
Monochamus sparsutus là một loài bọ cánh cứng trong họ Cerambycidae.